# Шабва (мухафаза)
Шабва (араб. شَبْوَة‎) — одна из 21 мухафазы Йемена. Расположена в центральной части страны. Главный город Атак.

## История
С XVII века и до учреждения Народной Республики Южного Йемена в 1967 году на территории мухафазы Шабва существовали эмират Бейхан (на севере) и султанат Вахиди (на юге).
11 февраля 1959 года эмират Бейхан вместе с ещё пятью йеменскими монархиями вошёл в состав учреждённой англичанами Федерации Арабских Эмиратов Юга, в 1962 году преобразованной в Федерацию Южной Аравии. В 1962 году территория султаната Вахиди, кроме вилайета Вахиди Бир Али Амакин, вошла в состав учреждённой британцами Федерации Южной Аравии, а территория Вахиди Бир Али Амакин была включена в британский Протекторат Южной Аравии.
В 1967 году монархии в Вахиди и Бейхане были упразднены, а территория государств вошла в состав Народной Республики Южного Йемена.
- 22 ноября 2005 года. Йемен. Компания OMV объявила о крупном открытии нефти в провинции Шабва. Австрийская нефтяная компания OMV объявила о крупном открытии нефти в блоке S-2 Эль-Укла (Al Uqlah) в йеменской провинции Шабва. Пробурённая компанией до конечной глубины 3090 м скважина Эль-Нилам (Al-Nilam)-ST1 вскрыла нефтяную залежь (общей) мощностью 430 м в складчатом фундаменте. Из залежи получен стабильный приток нефти объёмом 1800 барр./сут. Ранее, в июле 2005 г., на той же структуре была пробурена скважина Хаббан (Habban)-1 c притоками нефти в 500 барр./сут. Результаты этих двух скважин позволяют говорить о важном коммерческом открытии. Блок S-2 площадью 2070 кв.км расположен в центральной части западного Йемена; он соседствует с блоком-2 Эль-Мабар (Al Mabar), для разведки которого OMV в июле с.г. подписало СРП с йеменскими властями. В настоящее время проводится оценка потенциала блока S-2. Нефть в блоке открыта компанией OMV первой же поисково-разведочной скважиной Эль-Нилам (Al-Nilam)-1 в 2003 г. Акциями блока S-2 владеют компании OMV (Yemen Block S-2) Exploration GmbH — 44 %, китайская Sinopec — 37.5 %, Yemen General Corporation for Oil & Gas — 12.5 %, Yemen Resources Ltd. — 6 %. Сообщается также, что строение открытого месторождения осложнено тектоническими нарушениями.[1]
- 2 марта 2009 года. В мухафазе Шабва (Йемен) археологи сделали настоящее открытие. Они нашли древнейшие поселения и могильники, которые относятся к каменному и бронзовому векам. На этой территории существовали такие архаичные государства, как Катабан, Хадрамаут, Маин, Сабейское и Химьяритское царства. Представители главного управления археологии и музеев страны рассказывают, что на площади в 70 квадратных километров в провинции археологи смогли найти развалины четырёх древних поселений и 60 захоронений. Также были обнаружены различные предметы быта тех времён: примитивные скребки, стрелы и ножи. Найденные поселения состояли из жилищ овальной формы. Диаметр достигал от двух до четырёх метров, сообщает РИА «Новости». Все захоронения имеют купольную и курганную формы.[2]

### Влияние «Аль-Каиды» на обстановку в мухафазе Шабва
- 25 декабря 2009 года. Сегодня военно-воздушные силы Йемена нанесли авиаудар по убежищу сторонников террористического движения «Аль-Каида» в 650 км от столицы страны Санаа. При обстреле погибли 34 человека из Йемена, Саудовской Аравии и Ирана, которых подозревают в причастности к террористической деятельности. Среди погибших — известные в Йемене террористы. По данным властей, члены «Аль-Каиды» собрались в секретном убежище в мухафазе Шабва для обсуждения планов о новых террористических атаках. Информацию о месте и времени встречи сообщили местные жители. На сходке присутствовал и лидер «Аль-Каиды на Аравийском полуострове» Насир аль-Вахайши, однако о его судьбе ничего не известно. Йеменские власти в последние недели активизировали усилия по ликвидации боевиков, а также прекращению мятежа шиитов на севере страны и борьбе с сепаратистами на юге. В ответ «Аль-Каида» пообещала устроить серию терактов, детали которых, как предполагают власти, и обсуждались на встрече.[3]
- 25 декабря 2009 года. Более 30 боевиков «Аль-Каиды» были уничтожены в результате авиаудара по удалённой горной территории Йемена, сообщают источники в органах безопасности страны. По словам одного из сотрудников, удар был нанесён по лагерю десятков боевиков в провинции Шабва, к востоку от столицы Йемена – Санаа. Возможно, среди убитых повстанцев – два старших командира «Аль-Каиды на Арабском полуострове». В течение последних нескольких месяцев террористы совершили несколько терактов в Йемене. Свои опасения о возобновлении напряжённости и боевых действий в регионе выразило правительство Саудовской Аравии.[4]
- 26 июля 2010 года. В результате воскресных боёв в мухафазе Шабва военнослужащие армии Йемена убили трёх человек, предположительно боевиков «Аль-Каиды», один из которых может быть высокопоставленным членом группировки. Нападавшие во внедорожнике открыли огонь из пулемёта по солдатам, охранявшим предприятия иностранной нефтяной компании. В результате перестрелки погибли также шестеро человек из контингента правительственных войск. Стычка произошла в районе Аль-Акла, в 45 км к востоку от центра провинции – города Атак. Мухафаза Шабва считается оплотом боевиков йеменской ячейки «Аль-Каиды», сообщает Middle-east-online.com.[5]
- 21 сентября 2010. Более восьми тысяч мирных граждан вынуждены были покинуть свои дома в Южном Йемене после того, как правительственные войска начали операцию по уничтожению боевиков Аль-Каиды. По мнению руководства страны, в районе города Хута в провинции Шабва укрываются от 80 до 100 членов группировки. В результате наступления погибли двое военнослужащих армии страны и трое повстанцев. В эти дни с визитом в Йемене находится главный советник Барака Обамы по борьбе с терроризмом Джон Бреннан, сообщает bbc.co.uk.[6]
- 29 сентября 2010 года, информация ИТАР-ТАСС. В Йемене совершено нападение на конвой губернатора мухафазы Шабва. Сам глава местной администрации не пострадал, однако погибли трое его охранников. Как уточнил представитель сил безопасности Йемена, "конвой губернатора Хасана аль-Ахмади подвергся атаке неизвестных вооружённых лиц в районе Саид южнее города Атаки — столицы мухафазы Шабва". При этом он не исключил, что за покушением может стоять «Аль-Каида». По имеющейся информации, губернатор направлялся в Атаку после встречи с генералом, который возглавлял недавнюю операцию по вытеснению боевиков «Аль-Каиды» из города Хута, расположенного в этом регионе.[7]
- 29 сентября 2010 года, информация ИТАР-ТАСС. В последнее время Шабва, а также соседняя с ней мухафаза Абьян стали основными плацдармами для операций террористической сети. Из-за этого центральное правительство пытается установить там контроль над вооружёнными племенами. Провинция Шабва является вотчиной племени аль-Авлаки, из которого происходит радикальный проповедник Анвар аль-Авлаки, который разыскивается властями Йемена и США за связи с филиалом международной террористической сети — группировкой «Аль-Каида на Аравийском полуострове».[7]
- 15 октября 2010 года. Источники «Синьхуа», «близкие к АКАП», подтвердили, что именно моджахеды «Аль-Каида» взорвали 15 октября газопровод, незаконно поставляющий голубое топливо из Мариба в экспортный терминал Балхав, который находится в ведении французской компании «TOTAL». По данным источника агентства, это явилось одной из первых операций, проведённых в качестве мести США за удары с воздуха по племени аваляк.[8]
- 1 ноября 2011 года. Нефтепровод взорван во вторник на юге Йемена. Как сообщили представители местных властей, диверсия, за которой, скорее всего, стоят боевики действующей в стране ячейки «Аль-Каида», была совершена на магистральной ветке в провинции Шабва.[9] По их словам, обслуживанием повреждённого трубопровода занимается одна из южнокорейских компаний. Пока не известно, повлиял ли этот теракт на экспортные поставки "чёрного золота" из страны.[9]
- 1 июня 2011 года. Как сообщает агентство «Синьхуа», 1 июня моджахеды «Аль-Каиды» в Йемене заняли новый крупный город Аззан, располагающийся в юго-восточной провинции Йемена Шабва.[10] Город Аззан расположен на юге провинции между городами ар-Равда и Майфаа.[10] «После ожесточённых боёв с правительственными войсками бойцам «Аль-Каиды на Аравийском полуострове» («АКАП») удалось[10] 1 июня 2001 года захватить целый город Аззан, находящийся в юго-восточной провинции Шабва, они объявили, что город Аззан присоединяется к их Исламскому Эмирату», — рассказал один из местных чиновников.[10] Некоторые племенные лидеры, а также местные жители в ходе телефонных разговоров с журналистами агентства «Синьхуа» подтвердили эту новость.[10] Племенные лидеры заявили, что в настоящее время моджахеды «Аль-Каиды» проявляют очень высокую активность из-за слабого присутствия сил безопасности, которые были переброшены в крупные города для подавления акций протеста и племенных бунтов.[10]
- 10 июня 2011 года. Жители мухафазы Шабва рассказали, что моджахеды «Аль-Каиды», а также местные добровольцы создали несколько контрольно-пропускных пунктов на пути к близлежащей мухафазе Хадрамаут. Кроме того, под контролем бойцов «Аль-Каиды» находятся города Равда, Аззан и Хавта.[8]
- 10 июня 2011 года. Марионеточный полковник армейского подразделения, базирующегося в Шабве, Хасан Радван заявил, что его подразделение знает о том, где в Шабве находятся моджахеды «Аль-Каиды», и где располагаются их тренировочные лагеря. «Но когда мы говорим об этом нашим командирам, они отвечают, что это просто местные племена», — сказал он.[8]
- 6 октября 2011 года. Группа вооружённых лиц одного племени бомбит часть нефтепровода, проходящего в мухафазе Шабва. Йеменский министр торговли и промышленности Hisham Sharaf сказал ранее, что правительство уже потеряло около одного биллиона долларов США из-за атак на основной нефтепровод. Кроме того, племенные проблемы, Йемен также был в тисках длительных политических волнений с конца января 2011 года.[11]
- 19 октября 2011 года. Тем временем группа йеменских вооружённых соплеменников, согласно официальным заявлениям та же группа, что и 6 октября 2011 года) взорвала экспортный нефтепровод на северо-востоке провинции Мариб в среду, 19 октября 2011 года. Это уже восьмая атака менее чем месяц. Ежедневно около 125.000 баррелей нефти поступает по нему в терминал на Красном море, сообщил местный «правительственный» чиновник.[8] «Вождь племени по имени Хасан Данин, который со своим племенем был нанят правительством для охраны трубопровода в районе в Марибе, ранее в этом месяце поссорился с органами местного самоуправления по поводу оплаты за охрану», — рассказал чиновник, добавив, что племя данин взяло на себя ответственность за все предыдущие атаки.[8] Всем посредникам между племенным вождём и т.н. «государственными органами безопасности» до сих пор не удалось удовлетворить финансовые требования племени.[11]
- 20 октября 2011 года. Моджахеды АКАП, почти полностью контролирующие Эмират Абьян (бывшая провинция Абьян) полностью освободили город Аззан в юго-восточной мухафазе Шабва. Это произошло через три недели после того, как американский беспилотник убил Шейха Анвара аль-Авлаки (Шахид, иншаа-Ллах), сообщает в четверг агентство «Синьхуа». Более того, помимо Аззана моджахеды взяли под контроль почти все близлежащие города, таким образом под властью АКАП оказался почти весь регион: «Город Аззан вместе с соседними городами переполнены бойцами „Аль-Каиды“ на Аравийском полуострове (АКАП), которые также известны как „Ансар аш-Шариат“… Они контролируют почти весь регион», — заявил один из официальных представителей марионеточного режима на условиях анонимности.[12]

- 20 октября 2011 года. Напряжённость в городе Аззан возросла после того, как другой беспилотный боевой самолёт США убил на прошлой неделе сына Шейха аль-Авлаки — Абду-р-Рахмана вместе с его двоюродным братом Ахмадом, заявил чиновник.[12]
- 20 октября 2011 года. «Более мощные и смертоносные удары готовятся против проамериканского правящего режима — за убийство членов семьи аль-Авляки и других йеменских граждан», — сообщил источник.[12]
- 20 октября 2011 года. Местные жители рассказали, что видели военные самолёты, барражировавшие над городом со среды. Жители опасаются возможных ударов с воздуха. Они сказали, что некоторые мусульмане начали покидать город, отправляясь в близлежащие горные деревни.[12]
- 20 октября 2011 года. Между тем йеменские куфроохранители расстреляли марш протеста десятков тысяч протестующих йеменцев в южном городе Таиз в четверг (20.10.2011 ??), в результате чего около 10 протестующих получили ранения. Очевидцы рассказали, что стрельба началась, когда протестующие приблизились к историческому замку Каир в центре города. Йеменцы скандировали лозунги, призывая Организацию Объединённых Наций (ООН) и её Совет Безопасности помочь правительству Салиха уйти в отставку мирным путём. Около 10 протестующих были ранены. Одной из мусульманок пуля попала в голову, остальные пострадали либо от применения дубинок, либо от слезоточивого газа.[12]

## География
Площадь мухафазы составляет 47 728 км². Административный центр — город Атак.
Граничит с мухафазами: Хадрамаут (на востоке и севере), Мариб (на северо-западе), Эль-Бейда (на западе) и Абьян (на юго-западе). На юге омывается водами Аденского залива. На севере расположена каменистая пустыня Рамлет ас-Сэабатэйн. В центральной части расположено несколько пересыхающих рек (вади) и обрывов.

## Население
По данным на 2013 год численность населения составляет 556 462 человека.
Динамика численности населения мухафазы по годам:
| 1988    | 1994    | 2004    | 2013    |
| ------- | ------- | ------- | ------- |
| 192 300 | 364 932 | 466 889 | 556 462 |

### Известные личности мухафазы Шабва
1. Радикальный проповедник и террорист Анвар аль-Авлаки (1972-2011)

## Транспорт
Трасса соединяющая Аден и Эль-Мукалла проходит через города мухафаза: Хаббан, Эр-Рауда, Майфаа, Эль-Хувайми, Айн-Ба-Маабад. Прочие города соединены второстепенными дорогами. В городах Атак и Байхан-эль-Кисаб расположены аэропорты местного сообщения.

## Экономика
На береговой линии с/х представлено культивацией зерновых и технических культур, и мясо-молочным животноводством. Дальше на север — кочевым животноводством. На крайнем севере расположены земли, которые мало или не используются.